# Harmanda nigrolineata
Harmanda nigrolineata is een hooiwagen uit de familie Sclerosomatidae.